# Schloss Liebburg

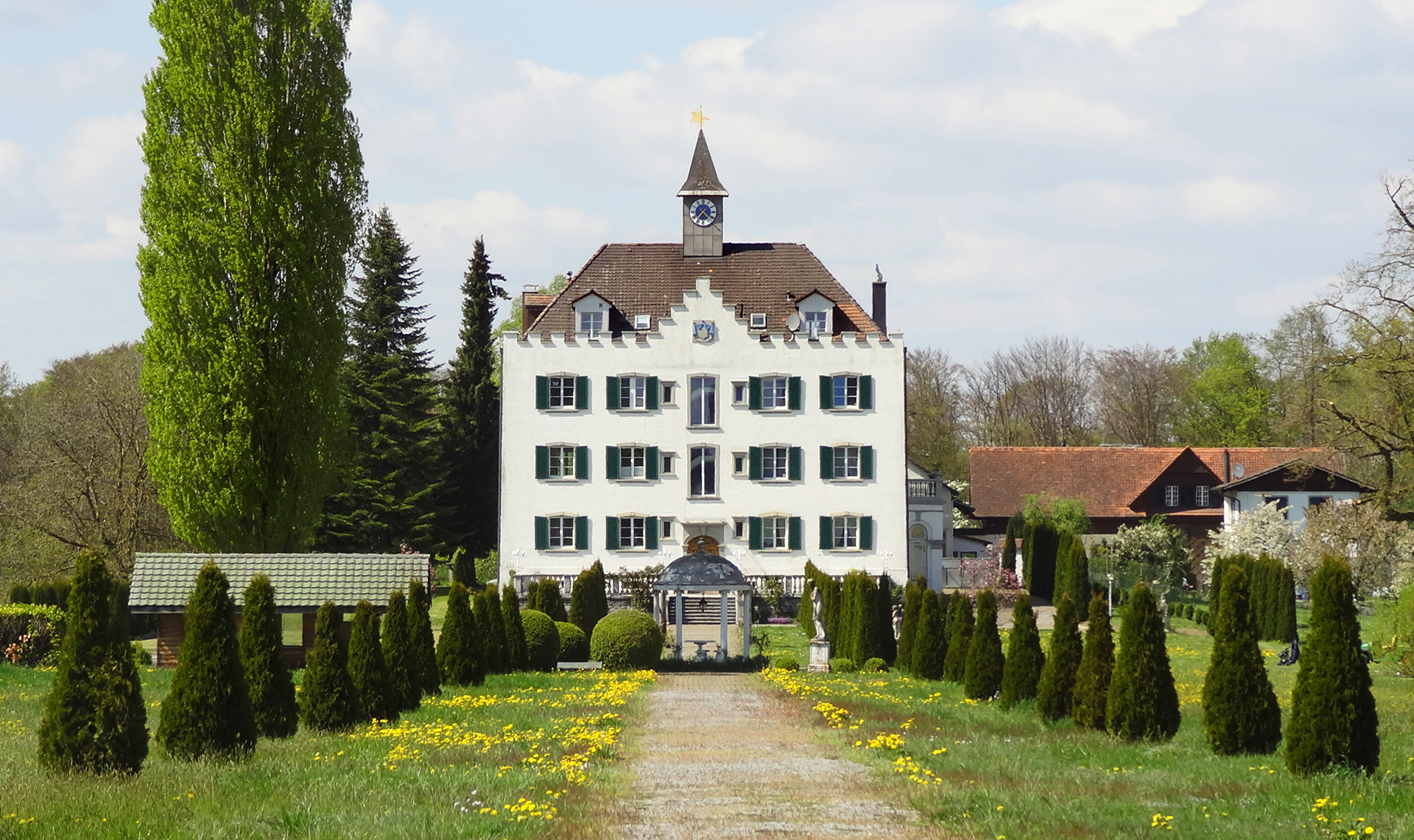
Schloss Liebburg aus südöstlicher Blickrichtung

Schloss Liebburg ist ein auf 499 m ü. M. gelegenes, im 18. Jahrhundert errichtetes Schlossgut in der politischen Gemeinde Lengwil im Bezirk Kreuzlingen des Kantons Thurgau in der Schweiz. Es liegt südöstlich der Stadt Kreuzlingen auf dem Seerücken.

## Geschichte
Das heutige Schloss stammt aus der zweiten Hälfte des 18. Jahrhunderts. Es wurde errichtet, nachdem angeblich ein Erdbeben die rund 250 m entfernte alte Liebburg unbewohnbar gemacht haben soll.
Diese möglicherweise aus dem Frühmittelalter stammende Burg soll sich 1426 im Besitz des Konstanzer Patriziers Johannes von Schwarzach befunden haben. 1476 gab sie der Konstanzer Bischof Otto IV. von Sonnenberg dem Konstanzer Bürgermeister Ulrich Blarer, genannt „der Reiche“, zu Lehen. Ein Jahrhundert später wurde sie Wohnsitz des Junkers Andreas Reichlin von Meldegg. Dessen Tochter brachte den Besitz 1609 in die Ehe mit dem Junker Marx von Ulm, Herrn von Griesenberg. Um 1600 wurde eine Schlosskapelle eingerichtet und die römisch-katholische Messe wieder eingeführt, obwohl die Bevölkerung mehrheitlich beim evangelisch-reformierten Glauben blieb. 1750 soll die Liebburg, wie bereits erwähnt, durch ein Erdbeben zerstört worden sein. 1760 ging diese an das Domstift zu Konstanz.
Das in der zweiten Hälfte des 18. Jahrhunderts erbaute Schloss Liebburg diente als Sommersitz der Konstanzer Bischöfe. Im Zuge der Säkularisation gelangte das Anwesen 1803 in Privatbesitz. Bei einem Umbau um 1899 erhielt es den laternenartigen Aufbau und die heutige Fassade mit dem Staffelgiebel. Im 20. Jahrhundert wechselte der Besitzer 18 mal. Bis etwa 1940 gehörte ein nordwestlich des Schlosses gelegenes Bauerngut noch zur Liebburg. Seit 1970 befindet sich Schloss Liebburg im Besitz der Familie Kolb, welche es aufwendig renoviert hat.

## Beschreibung
Das Schloss Liebburg ist ein dreistöckiger, zinnengekrönter Rechteckbau mit einem schmalen Stufengiebel über der Mittelachse der Längsseiten. Das hinter den Zinnen aufsitzende Walmdach krönt ein viereckiger Dachreiter mit Uhr.